# Desa Nanggerang (administrativ by i Indonesien, lat -7,01, long 107,45)
Desa Nanggerang är en administrativ by i Indonesien.   Den ligger i provinsen Jawa Barat, i den västra delen av landet, 110 km sydost om huvudstaden Jakarta.